# Lampetis ritsemae
Lampetis ritsemae es una especie de escarabajo del género Lampetis, familia Buprestidae. Fue descrita científicamente por Lansberge en 1886.